# هارفارد (إلينوي)
هارفارد (بالإنجليزية: Harvard)‏ هي مدينة تقع في مقاطعة مكهنري بولاية إلينوي في الولايات المتحدة. يبلغ عدد سكانها 9447 نسمة وذلك حسب إحصائيات سنة 2010. تبلغ مساحتها 21.11 كم².

## التركيبة السكانية
حدّد مكتب تعداد الولايات المتحدة بيانات التركيبة السكانية لهارفارد في تعداد الولايات المتحدة. في ما يلي، التركيبة السكانية حسب تعدادي 2000 و2010.

### تعداد عام 2000
بلغ عدد سكان هارفارد 7,996 نسمة بحسب تعداد عام 2000، وبلغ عدد الأسر 2,610 أسرة وعدد العائلات 1,853 عائلة مقيمة في المدينة. في حين سجلت الكثافة السكانية 378.4 نسمة لكل كيلومتر مربع (980.1/ميل2). وبلغ عدد الوحدات السكنية 2,723 وحدة بمتوسط كثافة قدره 128.9 لكل كيلومتر مربع (333.8/ميل2).
وتوزع التركيب العرقي للمدينة بنسبة 76.25% من البيض و0.85% من الأمريكيين الأفارقة و0.38% من الأمريكيين الأصليين و1.43% من الأمريكيين ذوي الأصول الآسيوية و0.01% من سكان جزر المحيط الهادئ و18.76% من الأعراق الأخرى و2.33% من عرقين مختلطين أو أكثر و37.81% من الهسبانيون أو اللاتينيون من أي عرق.
بلغ عدد الأسر 2,610 أسرة كانت نسبة 43.6% منها لديها أطفال تحت سن الثامنة عشر تعيش معهم، وبلغت نسبة الأزواج القاطنين مع بعضهم البعض 53.8% من أصل المجموع الكلي للأسر، ونسبة 11.1% من الأسر كان لديها معيلات من الإناث دون وجود شريك، بينما كانت نسبة 6.2% من الأسر لديها معيلون من الذكور دون وجود شريكة وكانت نسبة 29% من غير العائلات. تألفت نسبة 24% من أصل جميع الأسر من عدة أفراد يعيشون في نفس المنزل ونسبة 10.1% كانت تتألف من شخص يعيش بمفرده يبلغ من العمر 65 عاماً أو أكثر. وبلغ متوسط حجم الأسرة المعيشية 3.05، أما متوسط حجم العائلات فبلغ 3.56.
بلغ العمر الوسطي للسكان 28.9 عاماً. وكانت نسبة 30.1% من القاطنين تحت سن الثامنة عشر، وكانت نسبة 12.7% بين الثامنة عشر والرابعة والعشرين عاماً، ونسبة 31.2% كانت واقعةً في الفئة العمرية ما بين الخامسة والعشرين والرابعة والأربعين عاماً، ونسبة 16.7% كانت ما بين الخامسة والأربعين والرابعة والستين، ونسبة 8.8% كانت ضمن فئة الخامسة والستين عاماً فما فوق. يوجد لكل 100 أنثى 107.9 ذكر، ويوجد لكل 100 أنثى في الثامنة عشر من عمرها فما فوق 106.4 ذكر.
بلغ متوسط دخل الأسرة في المدينة 44,363 دولارًا، أما متوسط دخل العائلة فبلغ 48,087 دولارًا. وكان متوسط دخل الذكور 30,578 دولارًا مقابل 23,750 دولارًا للإناث. وسجل دخل الفرد الخاص بالمدينة 17,253 دولارًا. وكانت نسبة 6.9% من العائلات ونسبة 9.1% من السكان تحت خط الفقر، وكان من هؤلاء نسبة 12.6% تحت سن الثامنة عشر ونسبة 1.2% في الخامسة والستين من العمر وما فوق.

### تعداد عام 2010
بلغ عدد سكان هارفارد 9,447 نسمة بحسب تعداد عام 2010، وبلغ عدد الأسر 3,052 أسرة وعدد العائلات 2,194 عائلة مقيمة في المدينة. في حين سجلت الكثافة السكانية 447.1 نسمة لكل كيلومتر مربع (1,158.0/ميل2). وبلغ عدد الوحدات السكنية 3,341 وحدة بمتوسط كثافة قدره 158.1 لكل كيلومتر مربع (409.5/ميل2).
وتوزع التركيب العرقي للمدينة بنسبة 71.55% من البيض و0.90% من الأمريكيين الأفارقة و0.80% من الأمريكيين الأصليين و0.74% من الأمريكيين ذوي الأصول الآسيوية و0.06% من سكان جزر المحيط الهادئ و22.95% من الأعراق الأخرى و3% من عرقين مختلطين أو أكثر و45.20% من الهسبانيون أو اللاتينيون من أي عرق.
بلغ عدد الأسر 3,052 أسرة كانت نسبة 45.4% منها لديها أطفال تحت سن الثامنة عشر تعيش معهم، وبلغت نسبة الأزواج القاطنين مع بعضهم البعض 51.7% من أصل المجموع الكلي للأسر، ونسبة 13.2% من الأسر كان لديها معيلات من الإناث دون وجود شريك، بينما كانت نسبة 7% من الأسر لديها معيلون من الذكور دون وجود شريكة وكانت نسبة 28.1% من غير العائلات. تألفت نسبة 22.5% من أصل جميع الأسر من عدة أفراد يعيشون في نفس المنزل ونسبة 7.7% كانت تتألف من شخص يعيش بمفرده يبلغ من العمر 65 عاماً أو أكثر. وبلغ متوسط حجم الأسرة المعيشية 3.10، أما متوسط حجم العائلات فبلغ 3.66.
بلغ العمر الوسطي للسكان 29.2 عاماً. وكانت نسبة 32.1% من القاطنين تحت سن الثامنة عشر، وكانت نسبة 10.7% بين الثامنة عشر والرابعة والعشرين عاماً، ونسبة 29.6% كانت واقعةً في الفئة العمرية ما بين الخامسة والعشرين والرابعة والأربعين عاماً، ونسبة 19.2% كانت ما بين الخامسة والأربعين والرابعة والستين، ونسبة 8.3% كانت ضمن فئة الخامسة والستين عاماً فما فوق. وتوزع التركيب الجنسي للسكان بنسبة 50.7% ذكور و49.3% إناث.

## أعلام
- جون هنري مانلي
- إلبيردغ أير بيربانك
- بوبي كوك
- كارول ريتشاردز